# Te Puke
Te Puke es un pueblo ubicado a 28 kilómetros al sureste de Tauranga,  en las autoridades territorial de Western Bay of Plenty del oeste de Bay of Plenty, región de Nueva Zelanda . Es especialmente famoso por el cultivo de kiwis.

## Historia
Alrededor de 1350, el Te Arawa, canoa que se dice que aterrizó en Maketu después de navegar desde Hawaiki. La canoa estaba bajo el mando del jefe de Tama-te-kapua, y fue responsable de muchos de los nombres de los lugares originales de la zona. Māori aventuramos, construyó muchas pā en la zona.
Más tarde el capitán James Cook, el primer europeo conocido para visitar la zona, navegó entre la Isla Motiti y la costa en 1769. Este fue su primer viaje a Nueva Zelanda, pero no aterrizó en tierra, pero nombró el área la Bahía de la abundancia (Bay of Plenty), al observar que estaba bien poblada y se veía muy fértil.
Las primeras horas del 10 de junio de 1886 con la erupción del Monte Tarawera. Los residentes se despertaron con el ruido y los terremotos. Las cenizas y lodo derramado sobre los cultivos y pastos. El sol no fue visto hasta 13:00.
En 1883 empezaron las construcciones de pequeñas salas quef fueron utilizadas para reuniones de la ciudad y como iglesia por tres de las congregaciones. La primera escuela, (Te Puke Primaria) fue inaugurado en 1883. Te Puke The Times fue impreso por primera vez en 1912. 

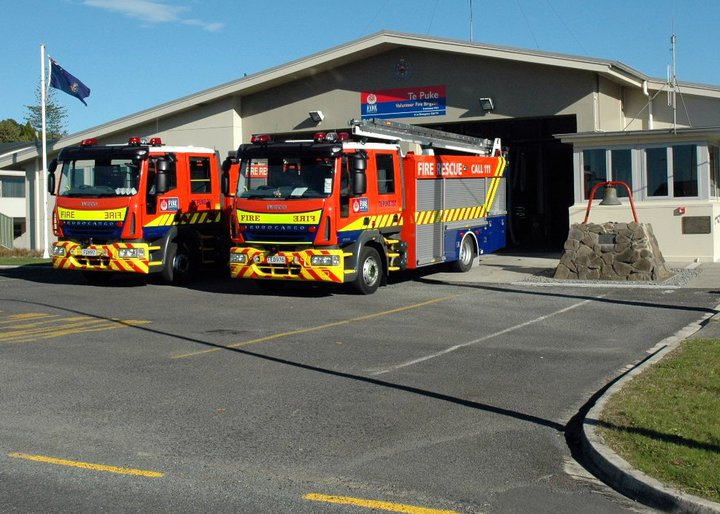
El cuerpo de bomberos y las juntas municipales fueron formados en 1913

Un jockey club fue formado en 1890, la banda de música en el año 1903, el equipo de rugby en 1906, el club de bolos en 1908, y el club de golf en 1912. 
La plantación de los árboles por el centro de la calle principal, una de las principales características de la ciudad hoy en día, se inició en 1914-1918 como un monumento a los caídos. Un centro de enfermería se abrió en la avenida Boucher en 1918, pero los casos más importantes se llevaban al Hospital de Tauranga.

## Demografía
| Género  | Parte Este | Parte Oeste | Total de las dos partes | Total de la Región |
| Hombres | 1938       | 1449        | 3387                    | 124812             |
| Mujeres | 2226       | 1467        | 3693                    | 134567             |
| Total   | 4164       | 2916        | 7080                    | 257379             |

## Ferrocarril
El Ferrocarril de la Costa Este del tronco principal pasa a través de Te Puke, y abrió sus puertas en 1928. Los servicios ferroviarios de pasajeros fueron proporcionados por el  Taneatua Express que funcionó entre Auckland y Taneatua entre 1928 y 1959.  Luego funcionó como servicio de carros entre 1959 y 1967, cuando fue cancelado debido a los dos problemas mecánicos con los vagones y el bajada de clientes, estos últimos en gran parte debido al rodeo que hacia ruta de ferrocarril.

## Economía
La agricultura es la columna vertebral de la economía del distrito. El clima cálido y húmedo y los suelos fértiles de la región la convierten en una muy zona muy favorable para las cultivos hortícolas del distrito, con una producción notable de muchos de los cítricos como limones y naranjas y kiwis . La ciudad se vende como la "capital del mundo del kiwi".

Hoy en día, es una ciudad próspera con una calle principal comercial bastante grande, Jellicoe Street, que es también el paso de la carretera principal a través de Te Puke. Hay un número de escuelas, organizaciones religiosas, grupos culturales, y una variedad de clubes de la ciudad.
Un gran número de residentes trabajan recogiendo o empacando kiwis durante abril o mayo, así como otros provenientes de otras ciudades y pueblos cercanos.

## Ubicación
Te Puke se encuentra muy cerca de Tauranga , Mount Maunganui , Papamoa y Maketu , todas ellas son ciudades costeras, así como los pequeños municipios de Waitangi, Manoeka, Pongakawa y Paengaroa en el interior. Se encuentra a 60 kilómetros de Rotorua y 75 kilómetros de Whakatane.
El nombre del pueblo significa la colina, y se debe pronunciar "teh-Pook-eh". Este nombre es un reflejo de su ubicación, ya que está en una colina cerca de las colinas de Papamoa.

## Atracciones
Te Puke tiene un buen número de atracciones.
Uno de los acontecimientos sociales del año es el Festival de los kiwis. Deportes y grupos culturales abundan en la zona, y Te Puke es teatralmente conocida como el semillero cultural de la Bahía.
- Kiwi 360

El lado amarillo se muestra, el otro lado es de color verde.
Quizás la atracción más notable en Te Puke es Kiwi 360, con su famoso monumento del kiwi gigante. Hay un recorrido a través de los huertos, en el KiwiKart, donde se puede aprender acerca de los procesos utilizados para capturar y exportar los kiwis, así como una cafetería y tienda.
- Te Puke Vintage Auto Barn

Te Puke Granero Auto Vintage, situado al lado de Kiwi 360, tuvo una impresionante gama de coches de época, pero fue cerrado en noviembre de 2006 debido a que el propietario, de edad avanzada, ya no era capaz de mantener el museo y había otros inversores dispuestos a comprarlo. Ahora se ha transformado en un albergue de mochileros.

## Futuro
La autopista del este Tauranga, ahora conocido como el enlace de Tauranga Oriental (TEL), es una autopista que se construye en la Bahía de Plenty región de Nueva Zelanda que reemplazará a una sección de la carretera estatal 2 . Abarcará 23 km de unión de Te Maunga a Paengaroa, y mejorará el acceso desde el este ( Te Puke , Whakatane , Opotiki , Gisborne ) y al sur de Rotorua y Taupo . Es la principal vía de camiones que se dirigen al puerto de Tauranga de Rotorua y la bahía oriental de la abundancia, y se conecta a la industria forestal meseta central con el puerto para facilitar la exportación de madera.